# Brian Wheat
Brian Wheat (Sacramento, 5 novembre 1963) è un bassista, compositore e produttore discografico statunitense, meglio noto per la sua militanza nei Tesla.

## Biografia
Brian Wheat è il più giovane di sei figli. Si avvicina alla musica sin da giovane ascoltando i dischi dei Beatles dai fratelli più grandi. Inizia a suonare il basso all'età di 14 anni. Le sue maggiori influenze sono Paul McCartney e Jimmy Page. Oltre alla musica, le sue più grandi passioni sono il baseball e il ciclismo.
Nel 1991 fu sposato per un breve periodo di tempo con Sandi Saraya, la cantante dei Saraya. Si è successivamente risposato con Monique.
Wheat possiede un suo personale studio di registrazione a Sacramento, denominato J Street Recorders, in cui hanno registrato musicisti quali Papa Roach, Pat Travers, Deftones, Kodiak Jack, Flashfires, oltre ovviamente ai Tesla.

## Discografia

### Con i Tesla
- Mechanical Resonance (1986)
- The Great Radio Controversy (1989)
- Five Man Acoustical Jam (1990, live)
- Psychotic Supper (1991)
- Bust a Nut (1994)
- Time's Makin' Changes - The Best of Tesla (1995, best of 1986-1994)
- Replugged Live (2001, 2-CD Live Set)
- Standing Room Only (2002, Live)
- Into the Now (2004)
- Real to Reel (2007)
- Forever More (2008)
- Alive in Europe (2010)
- Twisted Wires & the Acoustic Sessions (2011)
- Simplicity (2014)
- Mechanical Resonance Live (2016)
- Shock (2019)

### Con i Soulmotor
- Soulmotor (1999)
- Revolution Wheel (2002)
- Wrong Place at the Right Time (2011)